# فرانچسکو کاساگرانده
فرانچسکو کاساگرانده (زاده ۱۴ سپتامبر ۱۹۷۰ در فلورانس) رکابزن حرفه‌ای سابق ایتالیایی است که در رشته دوچرخه‌سواری جاده فعالیت می‌کرد. دوران فعالیت حرفه‌ای او از سال ۱۹۹۲ تا ۲۰۰۵ به طول انجامید.

## زندگی‌نامه
کاساگرانده توانایی خود در گرند تورها و مسابقات یک روزه را نشان داد. در جیرو دیتالیای ۲۰۰۰ تا روز ماقبل آخر صاحب پیراهن صورتی بود؛ ولی در تایم تریل، آن را به استفانو گارتزلی داد و دوم شد. البته او توانست برنده رده‌بندی کوهستان شود.
در مسابقات یک روزه مهم، بالدینی در سال‌های ۱۹۹۸ و ۱۹۹۹ برنده کلاسیک سن سباستین شد. در سال ۲۰۰۰ نیز در لافلش والونی به پیروزی رسید. همچنین در سال ۱۹۹۹ در مسابقات قهرمانی استقامت جاده جهان در رتبه چهارم قرار گرفت.
کاساگرانده در سال‌های نخست حرفه‌ای خود در سال ۱۹۹۶ برنده دو مسابقه مرحله‌ای تیرنو–آدریاتیکو و تور باسک شد. همچنین برنده تور ترنتینو در سال‌های ۲۰۰۱ و ۲۰۰۲ شد. در جیرو دیتالیای ۲۰۰۲ به دلیل هل دادن یک رکابزن دیگر از مسابقه اخراج شد.
در سال ۱۹۹۸ نمونه دوپینگ کاساگرانده در طی تور روماندی مثبت اعلام شد و در نتیجه آن، از تیم کوفیدیس اخراج شد.